# Red Velvet Cake

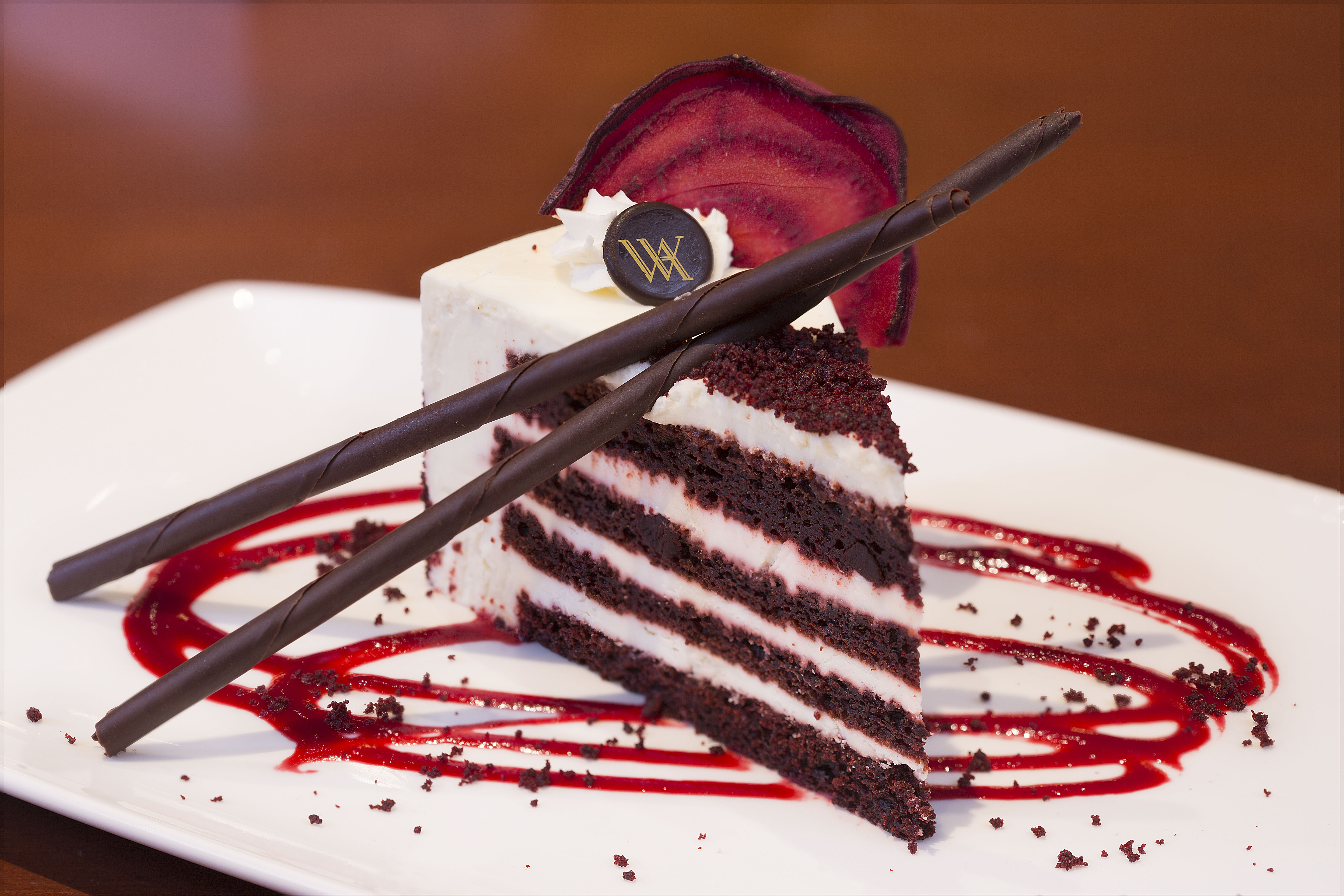
Red Velvet Cake des Waldorf Astoria

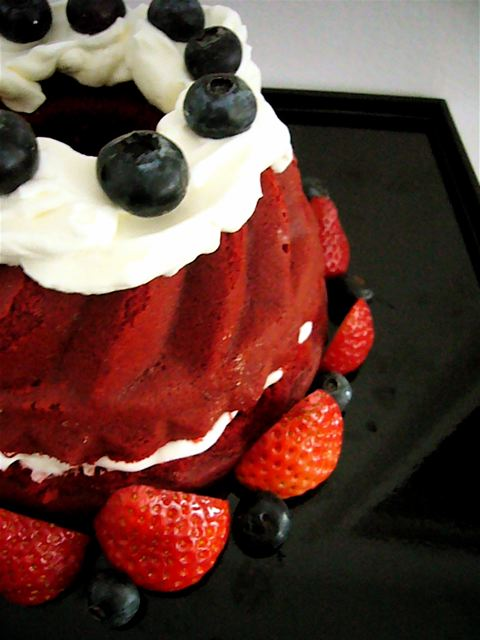
Red-Velvet-Napfkuchen mit geschlagener Sahne, Blaubeeren und Erdbeeren

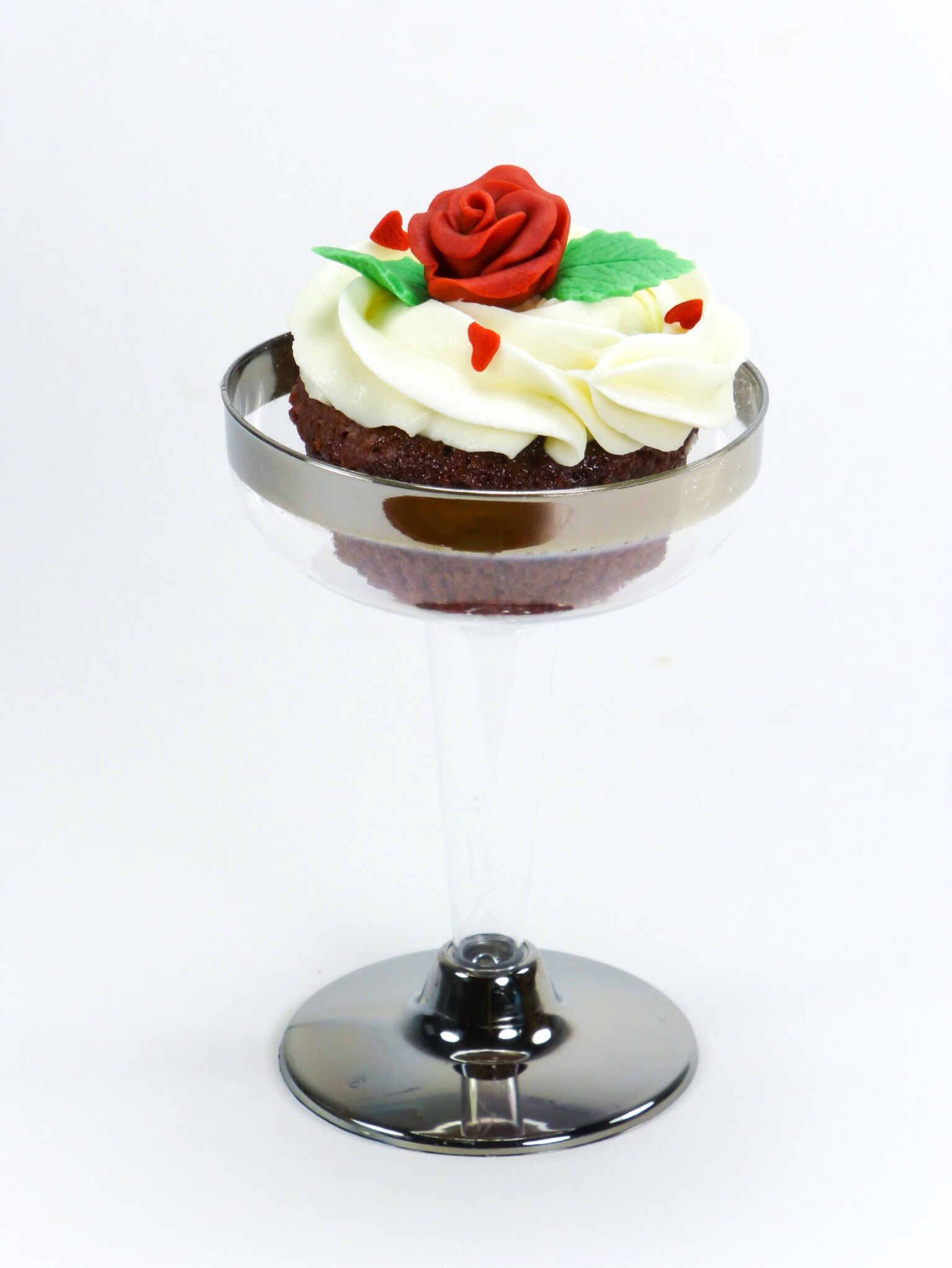
Red-Velvet-Cupcake

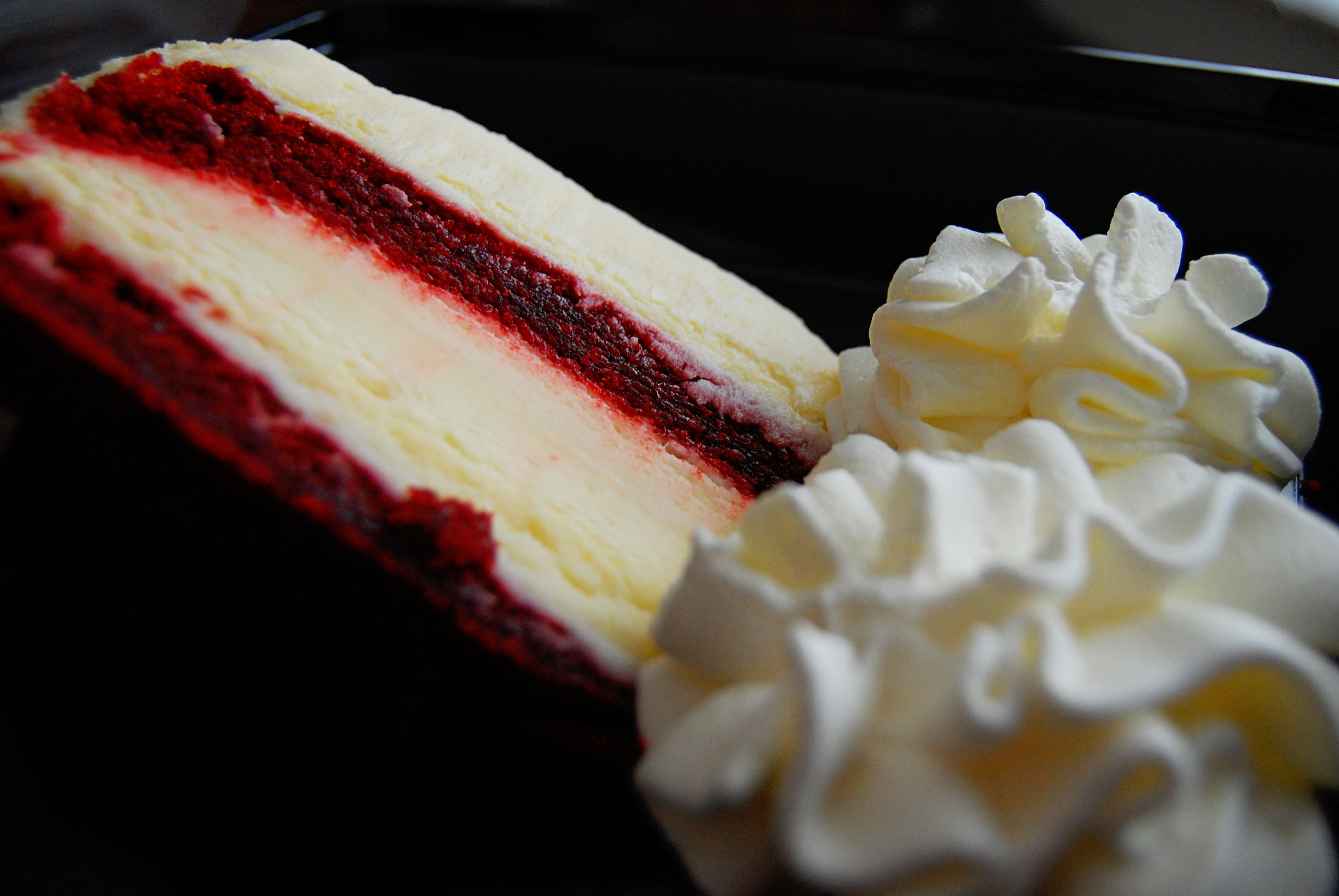
Red-Velvet-Käsekuchen

Red Velvet Cake (Roter Samtkuchen), auch Mahogany Cake oder Red Devil Cake genannt, ist ein Kuchen der Südstaatenküche in einer hell- bis dunkelroten oder rotbraunen Farbe. Der Kuchen war besonders zu Beginn des 20. Jahrhunderts sehr populär; in den letzten Jahren werden diese Kuchen in Nordamerika zunehmend wieder gebacken.
Es gibt für diesen Kuchen kein Standardrezept: Red Velvet Cake wird normalerweise als geschichteter Kuchen mit Schokoladenaroma hergestellt und mit einem cremigen Guss überzogen. Gewöhnlich besteht der Kuchen aus Buttermilch, Butter, Mehl, Kakao und Roter Bete. Die Menge des Kakaos variiert in den verschiedenen Rezepten, einige verzichten ganz darauf. Der Überzug besteht in der Regel entweder aus Frischkäse oder Buttercreme. Die rotbraune Farbe des Kuchens ist das Resultat einer chemischen Reaktion des im Kuchen enthaltenen Kakaos mit säurehaltigen Zutaten wie zum Beispiel Buttermilch. Trotzdem wird oft noch rote Lebensmittelfarbe hinzugefügt, um den Effekt zu intensivieren, besonders wenn der Kuchen keine Schokolade enthält und eher leuchtend rot als rotbraun werden soll.

## Geschichte
Das New Yorker Waldorf Astoria servierte Red Velvet Cakes in den 1920er Jahren, sie galten als eine der Spezialitäten, für die das Hotel bekannt war. Das Hotel verzeichnet immer noch eine Nachfrage nach dem Kuchen, so dass Gäste ihn auf ihr Zimmer und in der Hotelbrasserie bestellen können. Der Kuchen war bei amerikanischen Verbrauchern so beliebt, dass er zu den ersten Backmischungen gehört, die nach Ende des Zweiten Weltkriegs auf den Markt kamen. Ende der 1940er Jahre brachte General Mills unter seiner Marke Betty Crocker eine Devil’s Food Cake Mix auf den Markt. Nach der Firmenlegende waren einige Kunden so abgestoßen von der Verwendung des Begriffs Devil’s (dt. Teufel), dass sie an das Unternehmen schrieben mit der Bitte, den Namen der Backmischung zu ändern. Auf Grund der Bekanntheit des Kuchens hielt General Mills daran fest, Devil’s Food Cake ist bis heute eine der am meisten verkauften Backmischungen der Marke Betty Crocker.
In dem Standardwerk American Cookery, das erstmals 1972 erschien, beschreibt James Beard drei verschiedene Red Velvet Cakes, die sich in den verarbeiteten Mengen der Zutaten unterscheiden. Sein Red Devil’s Food Cake kommt wie sein Mahagoni Cake ohne Lebensmittelfarbe aus. Die Verwendung von Natriumbicarbonat verursacht hier die rötliche Farbe. Beard betont in seiner Rezeptanleitung, dass eine größere Menge von Natriumbicarbonat zu einem ausgeprägteren Rotton führt, dass dies aber den Geschmack beeinträchtige. Sein Mahagoni Cake-Rezept funktioniert ähnlich, hier wird jedoch weniger Milch und stattdessen zusätzlich Melasse verwendet. Sein Rezept für den Kuchen, den er als Red Velvet bezeichnet, sieht neben der Verwendung von Buttermilch und Essig auch die Verwendung von roter Lebensmittelfarbe vor. Beard betont, dass er durch die Verwendung von Vanille und Zimt bewusst etwas von den traditionellen Zutaten abweiche, weil mit diesen zwar ein Kuchen von sehr guter Konsistenz erzielt werden könne, es dem Kuchen aber an einer ausgeprägten Geschmacksrichtung fehle.
In der Regel ist es die Verwendung von Essig und Buttermilch, die das Rot des im Kakao enthaltenen Anthozyan zur Geltung bringen. Bevor jedoch der basische „Holland-Kakao“ für die breite Öffentlichkeit zugänglich war, wurde meist Lebensmittelfarbe verwendet. Die natürliche Färbung mag für die alternativen Namen Red Velvet (Roter Samt) und Devil’s Food (Teufelsgericht) verantwortlich sein. Während des Zweiten Weltkrieges, als die Lebensmittel rationiert wurden, begannen die Konditoren, die Farbe des Kuchens durch den Einsatz von Roter Bete zu verbessern. Gekochte Rote Bete findet sich bis heute in einigen Rezepten und dient auch dazu, den Kuchen feucht zu halten.
In Kanada war der Kuchen ein bekanntes Dessert in den Restaurants und Bäckereien der Eaton-Kaufhauskette während der 40er und 50er Jahre. Der Vertrieb als spezielles Eaton-Rezept, über das die Angestellten schwiegen, führte zu der  Annahme, der Kuchen sei eine Erfindung der Kaufhausmatriarchin Lady Eaton.

## Zunehmende Popularität
Die wiederbelebte Popularität verdankt der Kuchen auch dem Film Magnolien aus Stahl aus dem Jahre 1989, in dem er in Form eines Gürteltiers gebacken wird. Einige Bäckereien, die insbesondere ihre Verbundenheit mit der Südstaatenküche betonen, haben Red-Velvet-Produkte zu ihrer Spezialität entwickelt. Die Magnolia Bakery, deren kurzer szenischer Auftritt in einer Episode der US-amerikanischen Serie Sex and the City als auslösendes Element für die derzeit sehr hohe Popularität von Cupcakes gilt, vertreibt auch Kuchen in dieser Geschmacksrichtung. Die Magnolia Bakery gilt als eine der ersten Bäckereien, die sich bewusst dafür entschied, diesen Kuchen ihren Kunden anzubieten. Von den 10.000 Cupcakes, die die Bäckerei Georgetown Cupcake täglich verkauft, sind Red-Velvet-Cupcakes die am meisten nachgefragten.